# حسن جميل
حسن جميل (ولد في 22 أكتوبر 1988) هو رجل أعمال سعودي. يشغل منصب نائب الرئيس ونائب رئيس مجلس إدارة عبد اللطيف جميل في السعودية، وهي شركة متعددة الأنشطة وتملك حقوق توزيع وبيع سيارات تويوتا في السعودية ودول أخرى.

## النشأة والتعليم
حسن محمد عبد اللطيف جميل هو الابن الأوسط لرجل الأعمال محمد عبداللطيف جميل وهو رئيس مجلس الإدارة والرئيس التنفيذي لشركة عبد اللطيف جميل منذ سنة 1993، وهو حفيد عبد اللطيف جميل الذي أسس الشركة في سنة 1945. أتم سنوات دراسته في اليابان إلى أن التحق في عام 2001 بجامعة صوفيا في طوكيو، ثم حصل على درجة الماجستير في إدارة الأعمال من كلية لندن للأعمال.

## المسيرة المهنية
في سنة 2004، تدرب جميل في شركة تويوتا للسيارات في اليابان في أحد اقسام الشركة القائم على فلسفة كايزن في التعلّم. بعد الفترة التي أمضاها في تويوتا، عاد إلى السعودية ليشغل مناصب مختلفة في شركة عبد اللطيف جميل، وهي تضم عدة شركات متنوعة وتشمل أعمالها توزيع المركبات وصناعة أجزاء المركبات والطاقة المتجددة والخدمات المالية والخدمات البيئية وتنمية الأراضي والعقارات وبيع الإلكترونيات والخدمات الإعلانية. كما تملك أعمال عديدة في دول مختلفة في الشرق الأوسط وشمال أفريقيا وتركيا وآسيا والمحيط الهادئ وأوروبا، وتعتبر من أكبر الموزعين المستقلين لتويوتا ولكزس في العالم. يرأس جميل أعمال الشركة في المملكة العربية السعودية وتحديداً أعمال بيع السيارات والأراضي والعقارات والآليات. حسن جميل هو عضو في المجلس الاستشاري الدولي لجامعة طوكيو والذي كان يعرف سابقًا بمجلس الرئيس، وعضو في مجلس الشركات العائلية الخليجية وهي المؤسسة الإقليمية الممثلة لشبكة الشركات العائلية العالمية في منطقة دول مجلس التعاون الخليجي.

## الأعمال الخيرية
حسن جميل هو رئيس مجتمع جميل (السعودية)، وتقوم عبد اللطيف جميل بالعديد من من الأنشطة الاجتماعية والتي كانت سابقًا تعرف باسم مبادرات عبد اللطيف جميل الخيرية التي تأسست في سنة 2003. مجتمع جميل هي منظمة غير هادفة للربح ذات نطاق واسع في الأنشطة الاجتماعية والاقتصادية والتي تشمل المساهمة في خلق الوظائف وتقليل نسب الفقر وتوفير الأمن الغذائي والمائي والرعاية الصحية. يدعم مجتمع جميل أيضًا الفنانين ويساعدهم في عرض أعمالهم والترويج للفنون والثقافة. كما يتعاون مع متحف فيكتوريا وألبرت في لندن وغيره من المؤسسات الثقافية والخيرية. يتعاون مجتمع جميل مع معهد ماساتشوستس (MIT) في الولايات المتحدة في القضايا الدولية الهامة مثل الرعاية الصحية وسلامة الغذاء والماء وتحسين التعليم للاجئين وتقليل نسب الفقر. يعتبر باب رزق من أهم مبادرات مجتمع جميل ويهدف إلى تقديم برامج تساعد في خلق فرص العمل وتوفير وتسهيل التوظيف للشباب من الجنسين واكتشاف أصحاب المواهب، وذلك من خلال شراكات مع مؤسسات تنموية مختلفة في السعودية وحول العالم.
شارك حسن جميل في تأسيس مبادرات إنسانية مختلفة وبشكل خاص ينخرط جميل في مبادرة سلامة الطرق التي تروج للقيادة السليمة من خلال التعليم وحملات التوعية. كما شارك في فعاليات مجتمعية ورياضية داخل السعودية وأهمها رعاية الدوري السعودي الممتاز الذي سمي وقتذاك بدوري عبد اللطيف جميل.

## الحياة الخاصة
في سنة 2012، تزوج حسن جميل بالفنانة والناقدة التونسية لينا لازار، وهي خبيرة في الفن الدولي المعاصر لدى دار سوذبيز للمزادات، وقد انتهى الزواج بالطلاق بعد سنوات. ارتبط جميل بالمغنية ريانا منذ 2017 حتى 2020 . قبل ذلك كانت الصحافة قد سلطت الضوء على علاقته القصيرة مع عارضة الأزياء البريطانية ناعومي كامبل.
يتحدث جميل العربية والإنجليزية واليابانية. يُعرف عنه دعمه للفنون وهواية جمع القطع الفنية.